# Typhlodromus elisae
Typhlodromus elisae är en spindeldjursart som beskrevs av Schicha och D. McMurtry 1986. Typhlodromus elisae ingår i släktet Typhlodromus och familjen Phytoseiidae. Inga underarter finns listade i Catalogue of Life.